# 천국의 아이들 (2009년 드라마)
《천국의 아이들》은 SBS가 《2009 희망TV - 대한민국이 떴다》의 일환으로 기부 문화와 모금운동의 확산을 위해 제작한 특집드라마이다. 한 변호사가 서울 외곽에 있는 공부방에 살면서 겪는 일들과 한 아이의 실종된 아버지를 찾는 것을 다루었다.
작가와 주·조연 연기자들은 모두 일체의 비용 없이 출연하였다. 당초 폭력적인 장면과 부적절한 언어의 사용 등으로 인해 12세 이상 시청가로 방영될 예정이었으나, 모든 연령 시청가로 방영되었다.
이 드라마는 서울 중랑구 신내동(공부방 및 주변 지역), 동대문구 휘경동(삼육 서울병원), 중구 봉래동(서울역) 등에서 촬영되었으며, 드라마가 제작된 뒤 경기도 평택에 공부방이 건설되었다.

## 등장 인물

### 주요 인물
- 김정민 : 나대로 역 - 변호사
- 이윤지 : 윤사랑 역 - 공부방 선생님

### 그 외
- 김소현
- 양택조
- 김영옥
- 방은희
- 이순재
- 최종원
- 이홍렬
- 홍석천
- 임호
- 박웅
- 한미진
- 김덕현
- 김선화
- 권태원
- 이태림
- 신동우
- 신기준
- 방준서
- 김세아
- 정태원
- 라재웅
- 김미란
- 강빛
- 정태원

## 같이 보기
- 사랑의 기적 (2010년)